# Jaunay
Der Jaunay ist ein Fluss in Frankreich, der im Département Vendée in der Region Pays de la Loire verläuft. Er entspringt beim Weiler Le Châtelier, im Gemeindegebiet von Venansault, entwässert generell in westlicher Richtung, schwenkt in seinem Mündungsabschnitt nach Nordwest, verläuft die letzten fünf Kilometer in einem Abstand von rund 800 Metern parallel zu Küstenlinie und mündet nach insgesamt rund 46 Kilometern im Stadtgebiet von Saint-Gilles-Croix-de-Vie von links in den Ästuar des Flusses Vie, der kurz danach selbst den Atlantischen Ozean erreicht. Knapp oberhalb der eigentlichen Mündung wird der Jaunay durch ein Sperrtor vor den Gezeiten geschützt.

## Orte am Fluss
(in Fließreihenfolge)
- Beaulieu-sous-la-Roche
- Martinet
- La Chaize-Giraud
- Givrand
- Saint-Gilles-Croix-de-Vie